# Jean Bengué
Pour les articles homonymes, voir Bengue.
Jean Bengué, né le 12 novembre 1942 à Bangui (Oubangui-Chari, aujourd'hui République centrafricaine) et mort le 27 avril 2015 à l'hôpital de Blois (Loir-et-Cher) des suites d'une maladie, est un joueur de basket-ball. Ancien capitaine des Fauves Centrafricains, il était une figure du basket africain. Il est ministre de la Jeunesse et des Sports de Centrafrique de 1980 à 1985

## Biographie
Il obtient la nationalité française en 1994.
Il fait ses études en France où il rencontre celle qui va devenir sa femme, Claudine Breton. Il est élève au lycée Racan de Château-du-Loir de 1962 à 1964, il passe ensuite par le CREPS de Saint-Raphael puis de Reims (1965-1973) pour une maitrise et un CAPES d'enseignant du sport, tout en étant champion départemental de basket en Champagnes-Ardennes. Il faisait partie de la sélection nationale centrafricaine de basket, championne d’Afrique en 1974.
Marié en 1966, le couple décide de s'installer en Centrafrique où Jean Bengué devient ministre de la Jeunesse et Sports, Arts et Culture - Équipements - Communication et Culture de 1980 à 1985.
De retour en France et plus particulièrement dans le Perche Vendômois à Savigny-sur-Braye (Loir-et-Cher), il transmet sa passion du sport en participant notamment à la création et à l'animation de la gym douce. Également en janvier 2015 où il a pris la Présidence de club de badminton qu'il a lui-même créé.
Depuis 2008 (sous deux mandats : Michel Saulière et Jean-Claude Séguineau) il était conseiller municipal très apprécié de Savigny-sur-Braye où il était également Correspondant Défense pour la commune.